# John C. Wahlke
John Charles Wahlke  (* 29. Oktober 1917 in Cincinnati; † 10. April 2008 in Tucson) war ein US-amerikanischer Politikwissenschaftler, der als Professor an verschiedenen Hochschulen lehrte und 1977/78 als Präsident der American Political Science Association (APSA) amtierte.
Wahlke machte sein Bachelor-Examen an der Harvard University 1939 mit Auszeichnung und wurde in die Vereinigung Phi Beta Kappa gewählt. Anschließend studierte er an der University of Cincinnati, musste das Studium aber kriegsbedingt unterbrechen. 1942 trat er in die US-Streitkräfte ein und wurde zum Luftbeobachtungspiloten ausgebildet, der kleine Flugzeuge flog und feindliche Ziele für die Feldartillerie aufspürte. Damit kam er 1944/45 zu Einsätzen auf europäischen Kriegsschauplätzen. Nach Kriegsende setzte er sein Studium fort und wurde an der Harvard University zum Ph.D. promoviert. Anschließend lehrte er an mehreren Hochschulen Politikwissenschaft und wurde schließlich Dekan an drei Hochschulen: State University of New York at Buffalo (1965/66), University of Iowa (1969/70) und University of Arizona (1979 bis 1983).

## Schriften (Auswahl)
- Herausgegeben mit Samuel C. Patterson: Comparative legislative behavior. Frontiers of research. Wiley-Interscience, New York 1972.
- Herausgegeben mit Heinz Eulau: Legislative behavior. A reader in theory and research. Free Press, Glencoe 1959.
- Loyalty in a democratic state. Heath, Boston 1952.
- The causes of the American Revolution. Heath, Boston 1950.